# Ecnomus insularis
Ecnomus insularis är en nattsländeart som beskrevs av Georg Ulmer 1910. Ecnomus insularis ingår i släktet Ecnomus och familjen trattnattsländor. Inga underarter finns listade i Catalogue of Life.